# Bassa de marea

Basses de marea a Porto Covo (Portugal)

Les basses de marea són tolls que es formen entre les roques i els sediments propers a la vora del mar, en quedar massa d'aigua atrapada quan baixa la marea. Moltes només existeixen com a entitats recognoscibles durant la baixamar. Es donen sobretot a les costes de mars temperats, però també en mars càlids. El mateix fenomen pot observar-se igualment en cossos d'aigua dolça, però és més característic del mar, a causa de l'onatge i la marea, que suposen aportacions regulars.
Cadascun d'aquests tolls constitueix un hàbitat, efímer per a algunes de les criatures, i en conjunt alberguen animals dels quals molts, per la seva adaptabilitat, han cridat molt l'atenció de naturalistes i biòlegs marins, així com la d'alguns assagistes filosòfics i altres escriptors. N'és un exemple l'obra 'The Log from the Sea of Cortez, de John Steinbeck, on es pot llegir: «És aconsellable alçar la mirada de la bassa de marea i dirigir-la a les estrelles, i després baixar-la i dirigir-la una altra vegada a la bassa de marea» (It is advisable to look from the tide pool to the stars and then back to the tide pool again).
En ser molts d'ells llocs de fàcil accés, s'han emprat tradicionalment per a la recol·lecció d'aliment en forma de mol·luscs, crustacis, peixos petits, etc.

## Zones de formació

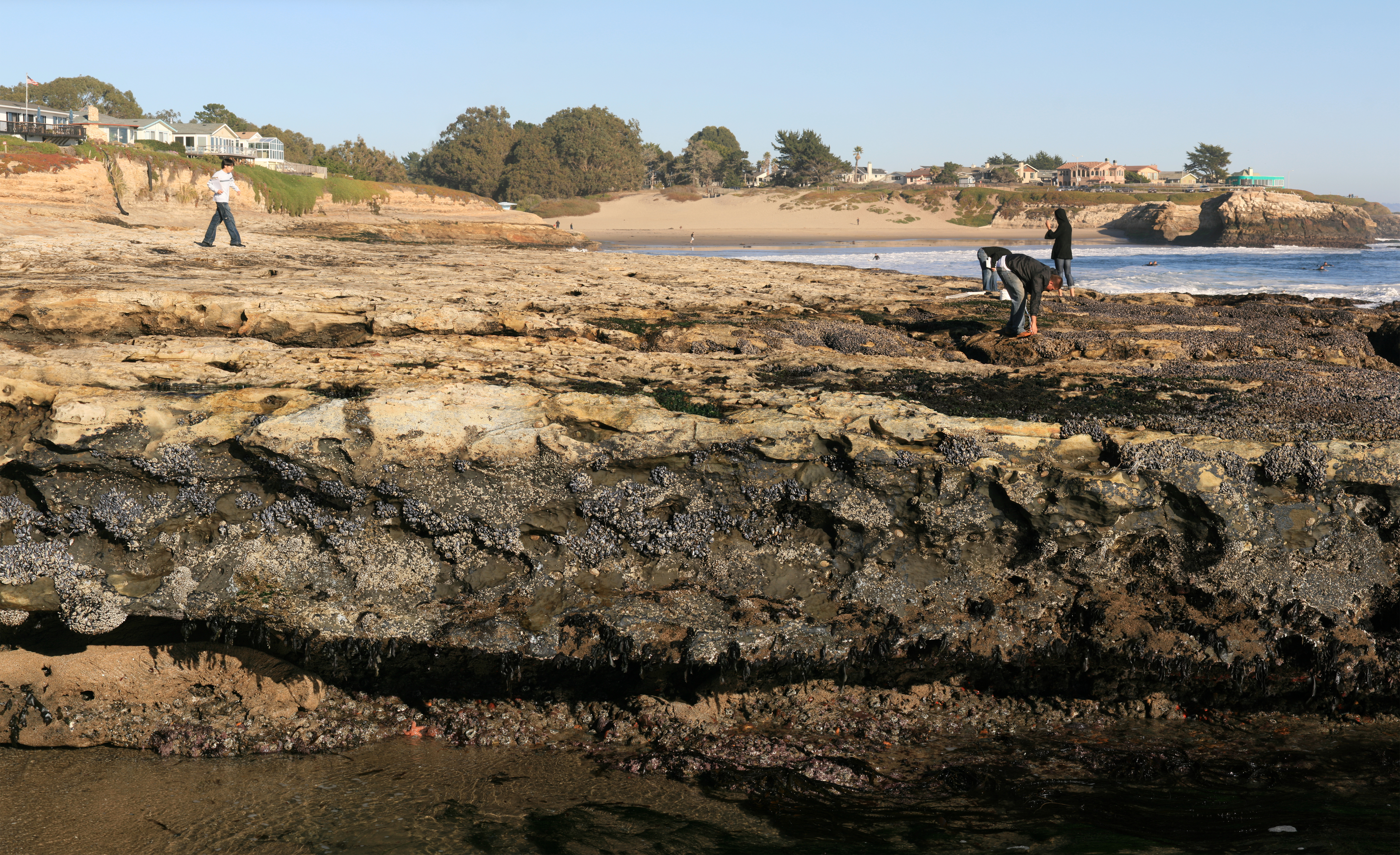
Basses de marea a Santa Cruz (Califòrnia), des de les zones de rompent i ruixada fins a la línia de baixamar

Aquests tolls es formen a la zona de marees, que està sotmesa a l'acció de les ones durant la plenamar i a més rep ruixada aleshores i durant les tempestes. La resta del temps, les roques estan exposades a la insolació i al vent. Pocs organismes poden sobreviure en tals condicions. Els líquens i els cirrípedes són els que habiten aquesta zona. Els cirrípedes hi viuen amb una forta limitació d'alçada, depenent del nivell del mar i de les condicions de la marea. Com que el lloc està exposat al sol i al vent de manera periòdica, han d'estar ben adaptats a la pèrdua d'aigua. Les closques, fetes de calcita, són impermeables i tenen dues plaques que llisquen per cloure la boca.

### Zona de la línia de plenamar
A la zona de la línia de plenamar, els organismes han de sobreviure a l'onatge, als corrents marins i a la insolació. S'hi troben anemones, estrelles de mar, poliplacòfors, crancs, musclos i algues verdes en les quals es refugien nudibranquis i bernats ermitans. L'onatge en part dificulta la vida, però també porta aliment, especialment per als organismes filtradors.

### Zona de la línia de baixamar

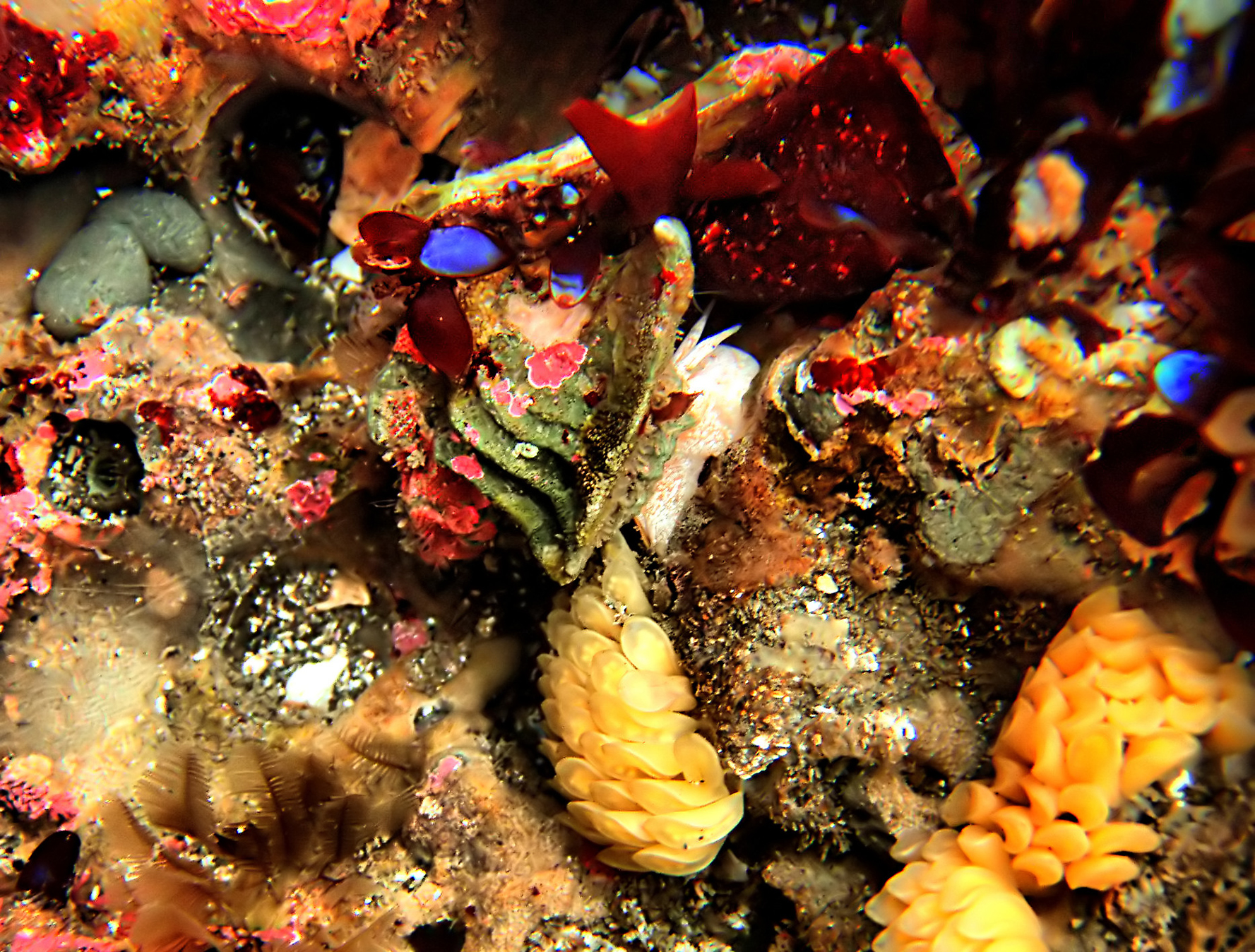
Toll intermareal a la zona de la línia de baixamar

Aquesta zona està submergida en gran part i només queda exposada durant la baixamar. Bullent de vida, alberga més vegetació marina, sobretot algues, presenta una major biodiversitat i no han d'estar tan adaptats a la dessecació i als extrems de temperatura. Entre altres organismes, s'hi troben orelles de mar, anemones, algues brunes, poliplacòfors, crancs, algues verdes, hidrozous, isòpodes, pegellides, musclos, nudibranquis, cogombres de mar, estrelles de mar, eriçons de mar, gambetes, esponges i poliquets. Aquests organismes poden assolir una mida més gran en haver-hi més aliment aprofitable, en ser l'aigua prou soma per aprofitar millor la llum per a la fotosíntesi, en mantenir-se la salinitat a nivells adequats i perquè la poca fondària i l'onatge els protegeixen dels depredadors de gran mida.

## Vida
El toll de marea és hàbitat d'organismes resistents, com eriçons, estrelles, musclos i caragols marins, que han d'adaptar-se als canvis freqüents del seu ambient: la salinitat, la temperatura i la concentració d'oxigen fluctuen. Tot i que han d'evitar els inconvenients d'aquests canvis, els organismes que viuen al toll en depenen per a la seva nutrició mentre hi romanen.
Com en tots els ecosistemes, a les relacions interespecífiques i intraespecífiques s'estableix un equilibri inestable entre la competència, el mutualisme i altres modalitats.
D'altra banda, les ones poden desenganxar els musclos i arrossegar-los al mar; les gavines agafen els eriçons amb el bec, alcen el vol i els deixen caure per trencar-los; les estrelles de mar es mengen musclos i, al seu torn, són menjades per les gavines.
Hi ha una major diversitat als tolls formats entre les roques, car els formats a la sorra o entre la vegetació terrestre són més visitats pels depredadors.